# Daniele Veggiato
Daniele Veggiato (Agordo, 3 aprile 1978) è un ex hockeista su ghiaccio italiano, di ruolo ala sinistra.

## Carriera

### Club
Veggiato esordì nella stagione 1994-95 con 22 presenze e 1 gol nell'Hockey Club Alleghe. Nella stagione 1999-2000 riuscì a totalizzare in 46 partite di stagione regolare 53 reti e 44 assist, entrambi record personali, per un totale di 97 punti. 
Rimase ad Alleghe per diciannove stagioni consecutive, totalizzando oltre 700 punti.
Nell'estate del 2013, in seguito alla mancata iscrizione in Elite.A del club veneto Veggiato firmò con l'Hockey Club Eppan-Appiano, squadra iscritta dalla stagione 2013-14 alla Inter-National-League. Al termine della stagione vinse il titolo di Seconda Divisione.
Nell'estate del 2014 cambiò squadra e passò all'Hockey Club Gherdëina-Gardena, ritornando a giocare nella Serie A. Dopo una sola stagione cambiò ancora squadra trasferendosi all'HC Fassa.
Ha fatto ritorno all'Alleghe nell'estate del 2016.
Dopo tre stagioni con le civette, nell'estate del 2019 ha annunciato il proprio ritiro.

### Nazionale
Veggiato giocò anche per la Nazionale italiana: la prima convocazione con la maglia azzurra avvenne per due amichevoli con la Slovenia, il 2 e 3 aprile 1999, in cui - nel secondo incontro - mise a segno anche una rete. Disputò anche due mondiali, nel 2001 (gruppo A) e nel 2003 (gruppo B). Fu estromesso a vita dalla nazionale nel 2005, per aver insultato con epiteti razzisti Luca Zandonella, giocatore italiano di origine mauriziana.

## Palmarès

### Club
- Seconda Divisione: 1

Appiano: 2013-2014